# Richeville

Richeville este o comună în departamentul Eure, Franța. În 1 ianuarie 2022 avea o populație de 266 de locuitori.